# Victoria Gate
Victoria Gate (Il-Bieb Victoria in lingua maltese, letteralmente "Porta Vittoria") è uno degli ingressi della città di La Valletta, a Malta.

## Storia

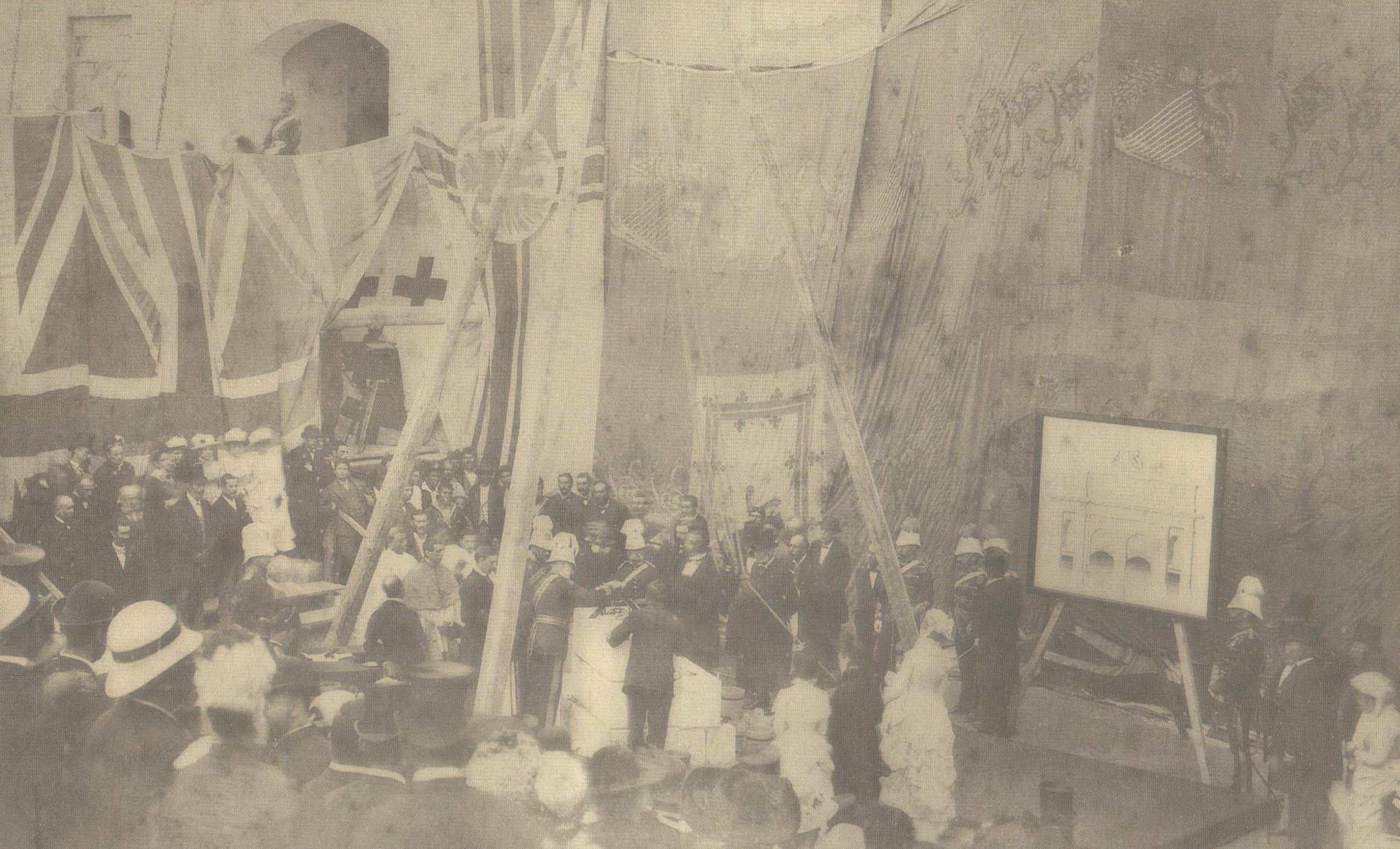
Arthur Borton pone la prima pietra del Victoria Gate (1884)

Quando La Valletta fu fondata nel 1566, fu costruito un sistema di fortificazioni e bastioni intorno alla città su progetto dell'ingegnere militare italiano Francesco Laparelli. La città aveva solo tre porte: la principale, che prendeva il nome di Porta San Giorgio (oggi conosciuta come City Gate), e due ingressi più piccoli collocati su entrambi ai lati della città noti come Porta Marsamxett e Porta del Monte.
La Porta del Monte fu costruita nel 1569 su progetto di Laparelli e prese il nome dal gran maestro Pietro del Monte. Questo ingresso si trovava tra Porta Marina e il bastione di S. Barbara sul lato orientale della città, di fronte al Porto Grande. L'area circostante divenne un piccolo porto turistico, e la porta fu anche chiamata Porta Marina poiché forniva l'accesso alla città dal porto turistico. L'area intorno al cancello brulicava di attività, e comprendeva un giardino noto come Ġnien is-Sultan, la chiesa di Nostra Signora di Liesse e il mercato del pesce.
Sul finire dell'Ottocento, l'area della Porta del Monte era la più trafficata della città. Nel 1884, a causa di problemi di viabilità, si decise di abbattere la Porta e di sostituirla con la più ampia Victoria Gate. La costruzione di Victoria Gate iniziò nel 1884, e la prima pietra della struttura posta dal governatore Arthur Borton. L'edificio fu terminato e aperto al pubblico durante l'anno seguente. La porta prende il nome dalla regina Vittoria, ed era stata progettata dall'architetto maltese Emanuele Luigi Galizia.
Nel corso di sei mesi a cavallo fra il 2009 e il 2010, il Victoria Gate venne fatto restaurare e ripulire dal Ministero delle risorse e degli affari rurali. I lavori furono assegnati agli architetti Claude Borg e Alexis Inguanez.

## Descrizione

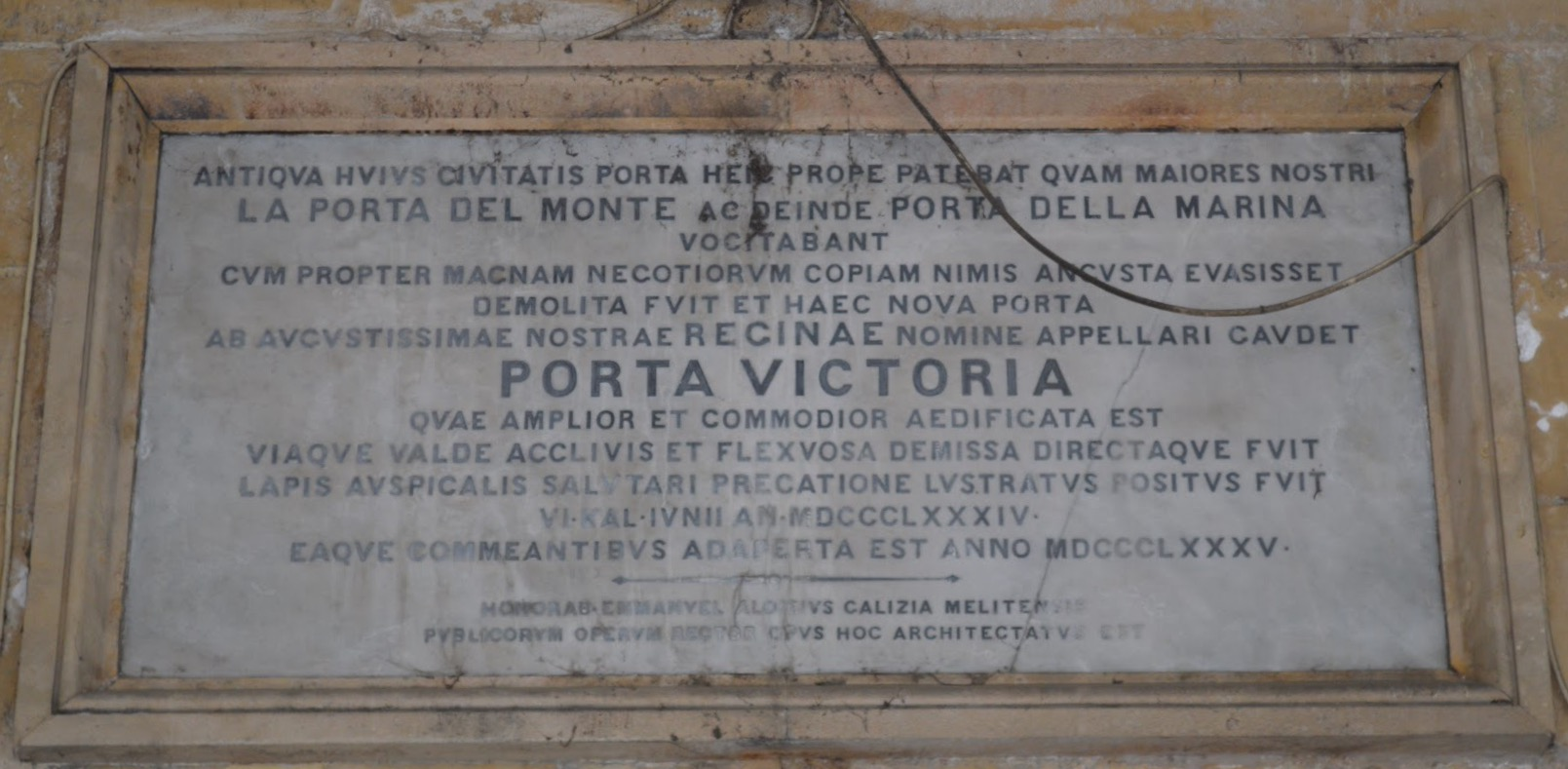
Iscrizione su Victoria Gate

Victoria Gate è costituito da un'apertura a doppio arco con una struttura a volta intersecante destinata a consentire il passaggio del traffico, e da due piccole porte su entrambi i lati per i pedoni. I due archi sono sormontati dagli stemmi di Malta e La Valletta. Costruzione è decorata in cima dallo stemma britannico. L'arco è costruito in calcare maltese.
La porta aveva originariamente un ponte levatoio che sovrastava un fossato. Quest'ultimo si riempì nel corso degli anni, ma venne rinvenuto nel corso di alcuni lavori di restauro nel 2010.